# Paulbauernalm
Die Paulbauernalm ist eine Alm in der Gemeinde Dorfgastein im österreichischen Bundesland Salzburg.

## Lage und Charakteristik

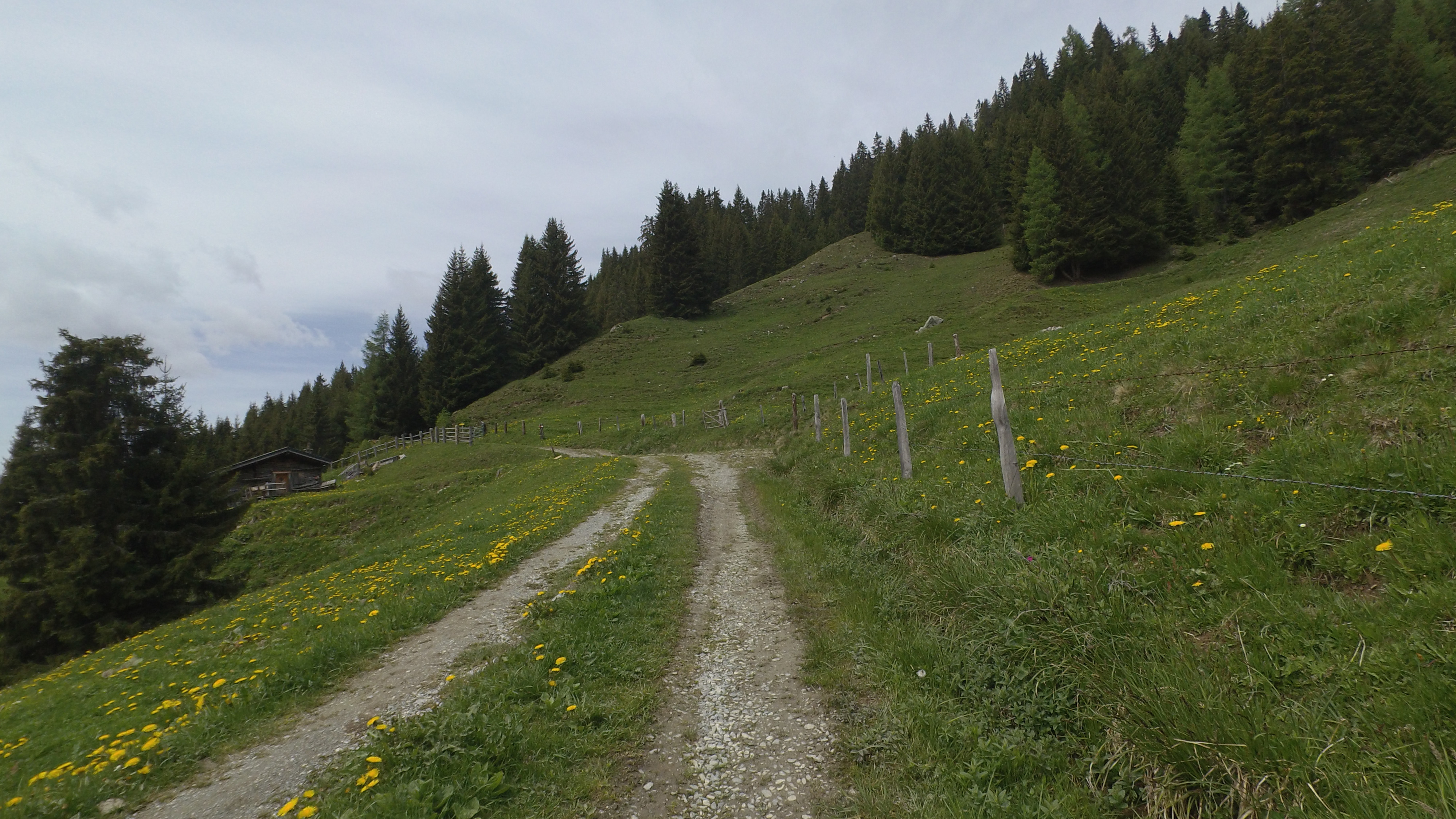
Paulbauernalm

Die Paulbauernalm liegt an den südlichen Berghängen des Urkübls in der Ankogelgruppe. Sie befindet sich in der Ortschaft Maierhofen und in der Katastralgemeinde Klammstein. Die Alm ist dem Paulbauerngut in Bergl zugehörig. Sie wird als Senn-Alm bewirtschaftet und ist Teil des Jagdgebiets Lenzbauernalm und Kendlbachmähder. Auf der Paulbauernalm befindet sich ein relativ großes Kleinseggenried.

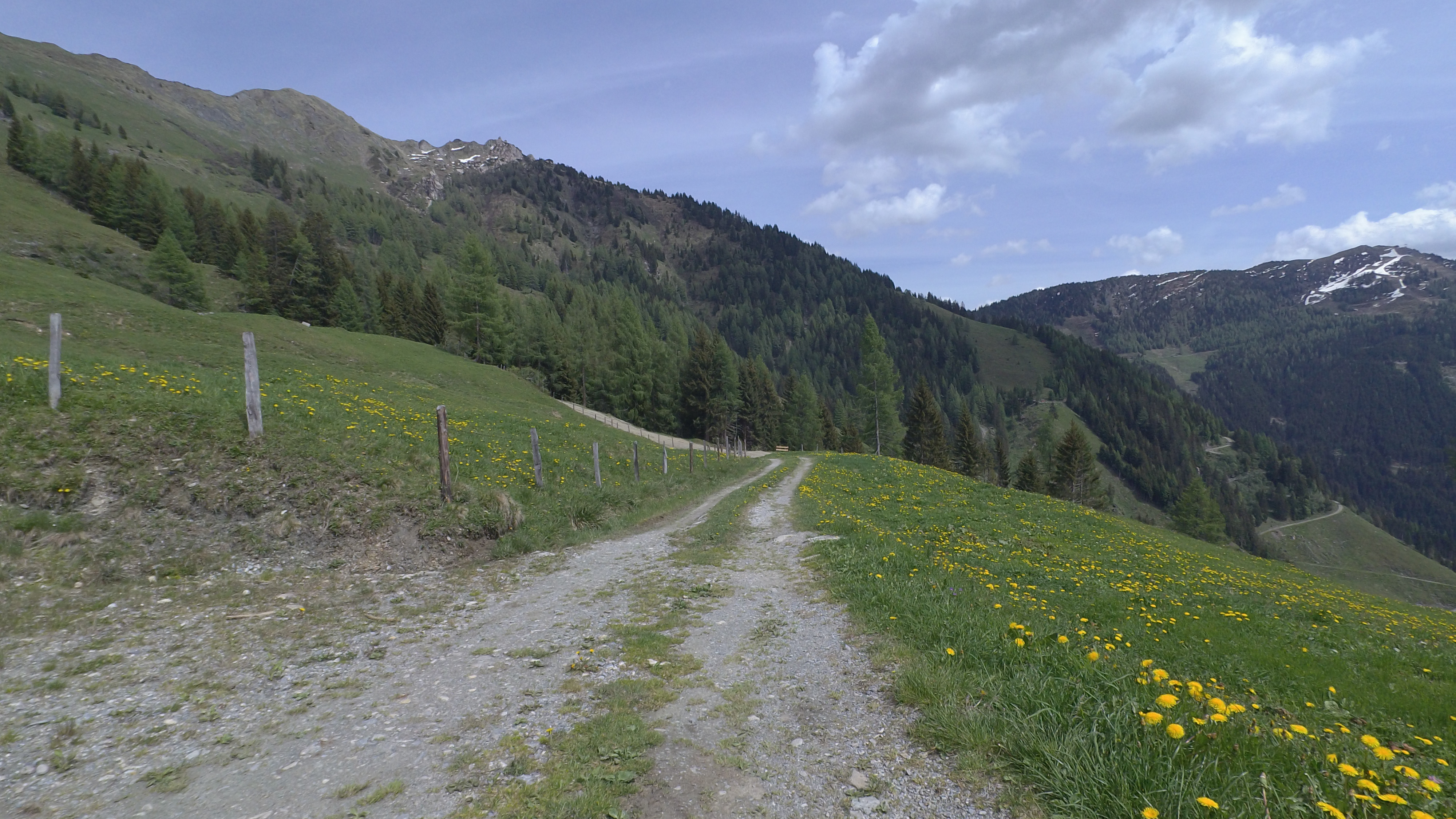
Paulbauernalm

Eine Almhütte steht auf einer Höhe von 1586 m ü. A. Hier gibt es eine Stempelstelle für Wandernadeln des Österreichischen Alpenvereins. Das Gelände fällt Richtung Süden ab. Westlich der Alm fließt der Kranzlgraben, ein rechtsseitiger Nebenbach der Gasteiner Ache. Bergaufwärts im Norden beginnt das 867,05 ha große Naturschutzgebiet Paarseen-Schuhflicker-Heukareck. Nördlich der Alm erstreckt sich außerdem eine Gamswild-Ruhezone, die von 1. Dezember bis 31. Mai nicht betreten werden darf.

## Geschichte
Im von 1823 bis 1830 erstellten Franziszeischen Kataster sind im Bereich der Alm mehrere unbenannte Gebäude verzeichnet.